# آرسامس (گروه موسیقی)
آرسامس نام یک گروه دث متال/ملودیک دث متال ایرانی است که در اسفند ۱۳۸۱ در مشهد شکل گرفت. آرسامس تا دو سال هیچ نامی را بر خود ندید تا اینکه در سال ۱۳۸۴ به پیشنهاد علی مادرشاهی، عنوان آرسامس برگزیده شد. از زمان آغاز گروه تا به امروز ترکیب اعضای گروه، تغییرات بسیاری را به خود دیده است و تنها عضو ثابت گروه علی مادرشاهی است.
آرسامس گروهی است که به ایرانی بودن خود افتخار می‌کند و این موضوع در نام و شعر آهنگ‌ها کاملاً دیده می‌شود.

## پیشینه
اسفند ۱۳۸۱ علی مادرشاهی، نوازنده درامز و خواننده، پیشنهاد همکاری و تشکیل یک گروه موسیقی متال را به حمید فاورانی، نوازنده گیتار، می‌دهد، پس از چندی شاهین فنایی، نوازنده گیتار و محمدرضا ملائکه، نوازنده گیتار بیس، طراح و گرافیست، نیز به آن‌ها ملحق می‌شوند، مادرشاهی در ابتدا علاقه‌مند به ایفای نقش خوانندگی بود ولی به علت نبودن نوازنده درامز، خود این نقش را بر عهده گرفت و بدینگونه اعضای اولیه آرسامس مشخص می‌شود، هرچند که تا دو سال نامی بر گروه گذاشته نشد.
گروه تمرینات خود را در عرصه موسیقی متال، به ویژه در سبک دث متال دنبال می‌کند تا اینکه پس از گذشت یک سال، ملائکه به علت گرفتاری‌های شخصی ناچار به ترک گروه می‌شود. پس از چندی نیز شاهین فنایی گروه را ترک می‌گوید. پس از جدایی ملائکه از آرسامس، مادرشاهی با علی ثنایی، نوازنده گیتار بیس گروه پاپ شنتیا، آشنا می‌شود. با ترغیب و راهنمایی‌های مادرشاهی، علی ثنایی به موسیقی متال علاقه‌مند می‌شود و با پیوستن به آرسامس نقش نوازندگی بیس را بر عهده می‌گیرد. آرسامس برای تکمیل اعضای خود حسین افخم الشعرا را برای نوازندگی گیتار به کادر خود می‌افزاید، هر چند که همکاری او با گروه ۶ ماه بیشتر دوام نمی‌آورد.

### آرسامس
اواخر سال ۸۴ و اوایل ۸۵، پس از جدا شدن حسین از گروه، علی اظهری، نوازنده گیتار گروه موسیقی آرتیموث، که دورادور با حال و هوای گروه آشنا بود به آرسامس پیوست. با پیوستن اظهری، ترکیب گروه به ثبات نسبی دست یافت و تمرین موسیقی به صورت جدی تری پی گرفته شد. در همین دوره و با پیشنهاد علی مادرشاهی و به علت علاقه او به فرهنگ و تمدن ایران زمین، عنوان آرسامس برای گروه انتخاب شد.
پس از اضافه شدن اظهری و ثنایی، آرسامس کار ضبط آثار خود را شروع کرد. اولین اثر ضبط شده آن‌ها آدیپوزر بود که در اواخر سال ۲۰۰۵ در استودیویی در مشهد ضبط شد. حال و هوای قطعه که تحت تأثیر حال و هوای خود گروه بود، به شدت بروتال دث متال بود. گروه چندین قطعه دیگر را نیز با امکانات محدود خانگی ضبط کرد ولی کیفیت ضبط به هیچ وجه راضی‌کننده نبود. به پیشنهاد مادرشاهی، تمام آهنگ‌ها مجدداً در استودیوی خانگی اظهری، این بار با کیفیتی بهتر ضبط می‌شوند.
تا سال ۲۰۰۶ میلادی آرسامس بدون خواننده فعالیت می‌کرد، تا اینکه حامد عزیزی، خواننده گروه پویینت آو دث، برای پیوستن به گروه ابراز علاقه می‌کند و اعضای آرسامس نیز با ورود او به گروه موافقت می‌کنند. پس از پیوستن حامد، اشعار آهنگ‌ها توسط مادرشاهی به‌طور کامل ساخته و پرداخته می‌شود. آرسامس در استودیوی دیگری در مشهد صدای خواننده را ضبط و روی آهنگ‌ها که پیش از این ضبط شده بود میکس می‌کند. پس از ضبط قطعات، اولین آلبوم استودیویی آرسامس به صورت اینترنتی منتشر می‌شود.

#### آغاز یک دوره
پس از انتشار آلبوم و بازگشت عکس‌العمل‌های مثبت از سوی هواداران و منتقدین از سراسر جهان و بکارگیری شیوه صحیح تبلیغات در دنیای وب که توسط مادرشاهی انجام شد، آرسامس دعوتنامه حضور در چندین فستیوال بین‌المللی را دریافت کرد. همچنین از طرف چند ناشر نیز پیشنهاد انتشار آلبوم برای ارسامس فرستاده شد، اما به علت اینکه ناشرین چندان نام آشنا نبودند و گروه نیز اهداف بزرگتری را در سر می‌پرواند پیشنهاد آنان رد شد.
در این دوره آرسامس تصمیم گرفت تا بیشتر وقت و انرژی خود را صرف تمرین و شرکت در فستیوال‌های موسیقی بکند تا بدینوسیله بتواند در جایگاه مناسب‌تری برای عقد قرارداد بهتر با ناشرین بهتر قرار بگیرد.

#### برادری و سختی‌ها
در سال ۲۰۰۷ میلادی، فستیوال متال فرانت ارمنستان طی دعوتنامه‌ای از آرسامس درخواست حضور در فستیوال متال‌فرانت ۲۰۰۸ را با حضور گروه بلک متال ملکش را کرد، آرسامس نیز این دعوت را پذیرفت و همه چیز آماده حضور آنان در این فستیوال بود که به ناگاه گروه متوجه مشکلی برای خروج حامد عزیزی از کشور شد. حامد به دلیل مشکل خدمت نظام وظیفه و نداشتن گذرنامه از همراهی گروه بازماند. چندی نگذشته بود که علی ثنایی و اظهری نیز که در آن زمان در تهران بودند به ناگاه تصمیم به جدایی از گروه گرفتند و بدینگونه ترکیب اعضای آرسامس در مدت زمان کوتاهی مانده به فستیوال ناقص شد و گروه از شرکت در این فستیوال بازماند.
مادرشاهی طی نامه‌ای خبر عدم حضور آرسامس را به مسئولین متال فرانت می‌رساند و از آمادگی گروه متال دیگری به نام واسپوهر برای اجرا خبر می‌دهد. با موافقت متال فرانت، واسپوهر با مدیریت خود مادرشاهی عازم سفر به ارمنستان و اجرای زنده در فستیوال ۲۰۰۸ متال فرانت می‌شود.
پس از بازگشت از ارمنستان، علی مادرشاهی نظم جدید به شیوه عضوگیری آرسامس می‌دهد و دو عضو جدید را برای پیوستن به گروه برمی‌گزیند. مرتضی شهرامی نوازنده گیتار، جایگزین علی اظهری می‌شود و روزبه زورچنگ، نوازنده گیتار بیس سابق پویینت آو دث، نقش نوازندگی بیس را بر عهده می‌گیرد.
گروه با ترکیب جدید کار را از سر می‌گیرد و در همان سال ۲۰۰۸ برای شرکت در فستیوال متال کمپ اسلوونی اعلام آمادگی می‌کند. این فستیوال چند گروه را به عنوان هدلاینر یا گروه اصلی دعوت کرده بود مانند گروه‌هایی چون نایت ویش، بلایند گاردین، لمب آو گاد و آمن آمارث و گروه‌های دیگر نیز از طریق یک نظرسنجی اینترنتی به آن‌ها ملحق می‌شدند. آرسامس با درخشش در این نظرسنجی و کسب مقام اول به جمع گروه‌های حاضر در این فستیوال پیوست و نام آرسامس در پوستر تبلیغاتی فستیوال متال کمپ حک شد.
طی نامه‌ای رسمی از سوی متال کمپ آرسامس به فستیوال ۲۰۰۹ متال کمپ دعوت شد، اما این پایان داستان نبود. گروه به تمرینات ویژه و منظم روی آورد تا با آمادگی کامل بر روی صحنه برود، همه چیز به خوبی پیش می‌رفت تا اینکه درست در زمان اندکی مانده به برگزاری فستیوال گروه با مشکلی جدی برخورد کرد. دولت اسلوونی از دادن روادید خودداری می‌کند و تلاش‌ها و نامه‌نگاری‌های مادرشاهی و متال کمپ نیز راه به جایی نمی‌برد و بدینگونه آرسامس از شرکت در این فستیوال بازمی‌ماند.

#### یونی‌راک
منتفی شدن حضور آرسامس در فستیوال متال کمپ اثری در روحیه اعضای گروه آرسامس نداشت و نتوانست آن‌ها را دلسرد کند. در فاصله اندکی گروه از فستیوال یونی‌راک ترکیه دعوتنامه برای حضور در فستیوال ۲۰۰۹ را دریافت می‌کند، آرسامس نیز با پذیرفتن این دعوت، سر از ترکیه و یونی‌راک ۲۰۰۹ درمی‌آورد.
یونی‌راک ۲۰۰۹ در سه روز با هدلاینری آرچ‌انمی (برای روز نخست)، کریتور (دومین روز)، آمن امارث (روز سوم) اجرا شد. آرسامس در روز سوم و آخرین روز این فستیوال اجرای خیره کننده‌ای را از خود به نمایش گذاشت. اجرای خوب آرسامس علاوه بر اینکه توجه هواداران را معطوف به خویش ساخت، نظر منتقدین را نیز به خود جلب کرد تا جایی که آرسامس با گروه‌هایی چون دث و سپولترا مقایسه شد.
دو ماه پس از اجرای آرسامس در یونی‌راک ترکیه، حمید فاورانی از گروه جدا می‌شود اما جدایی او تأثیری بر برنامه‌های آرسامس ندارد و گروه به تمرینات منظم و برنامه‌ریزی شده خود ادامه می‌دهد. در همین زمان و در میان همین تمرین‌ها حمید علیزاده، خواننده و نوازنده گیتار واسپوهر که پیش از این با مادرشاهی و نحوه مدیریت او در سفر به ارمنستان و شرکت در فستیوال متال‌فرانت آشنا شده بود به آرسامس می‌پیوندد و جای خالی حمید یوسفی را پر می‌کند.

## اواخر دهه ۸۰ شمسی
در زمستان ۱۳۸۸ (آوریل ۲۰۱۰) متال اسایلم که یکی از معروف‌ترین متال کلاب‌های امارات متحده است از آرسامس برای برگزاری یک اجرای زنده دعوت به عمل می‌آورد. علی مادرشاهی به عنوان فرانت‌من و رهبر گروه این پیشنهاد را می‌پذیرد. با هماهنگی‌هایی که صورت می‌گیرد سیزدهم فروردین ۱۳۸۹ (۲ آوریل ۲۰۱۰) به عنوان زمان برگزاری کنسرت تعیین می‌شود. آرسامس اجرا را با موفقیت پشت سر می‌گذراند و دوباره موفق به جلب نظر هواداران به خود می‌شود. پس از بازگشت از دوبی، حمید علیزاده از گروه جدا می‌شود و پس از او احمد تکلو به جمع گروه می‌پیوندد.
نوامبر ۲۰۱۰ آرسامس موفق می‌شود با عقد قرادادی با شرکت نشر ایمورتان رکوردز آلبوم هویت جاودان را به صورت دیجیتال رکوردز در سراسر دنیا منتشر کند. چندی از انتشار آلبوم نمی‌گذرد که از آرسامس برای شرکت در فستیوالی در هند دعوت می‌شود. آرسامس با پذیرش این دعوت در نوامبر همان سال برای اولین بار به عنوان هدلاینر یک فستیوال، در سیکیم، شهری در شمال هندوستان، اجرا می‌کند.
۲۰۱۰ همچنان سال پرکاری برای آرسامس بود، گروه در مارچ همان سال و با دعوت هولی نویز، به دبی بازمی‌گردد و در فستیوالی با شرکت گروه‌های متال از دیگر کشورهای خاورمیانه شرکت می‌کند.

## آغاز دهه ۹۰ شمسی
اواخر سال ۱۳۹۰ سعید مکاری به عنوان بیسیست جدید به گروه پیوست و پس از آن گروه برای اجرای کنسرتی راهی نپال شدند؛ فستیوالی با عنوان Metal Mayhem IV که در تاریخ ۱۷ مارس ۲۰۱۲ برگزار شد و گروه نیپالم دث، بنیان‌گذار سبک گرایندکور به عنوان اجراکنندهٔ اصلی در آن حضور داشت.
۲۴ شهریور سال ۱۳۹۱ (۱۴ سپتامبر ۲۰۱۲) اولین فستیوال متال ایرانی با عنوان Persian Metal Festival با همکاری کمپانی ارمنی Zhesht در ایروان برگزار شد. این فستیوال با حضور ۱۰ گروه متال ایرانی برگزار شد و آرسامس به عنوان اجراکنندهٔ اصلی در آن حضور داشت.
آرسامس گروه افتتاح کنندهٔ کنسرت سال ۲۰۱۵ گروه برزیلی سپولترا در ارمنستان بودند. اجرا در ارمنستان بخشی از تور سی‌امین سالگرد تأسیس سپولترا بود.

## بازداشت به اتهام شیطان‌پرستی
در مرداد ۱۳۹۹ در حساب اینستاگرام آرسامس خبری منتشر شد مبنی بر این‌که اعضای گروه که در سال ۱۳۹۵ برای مدتی بازداشت شده بودند به اتهام شیطان پرستی و تبلیغ علیه نظام هرکدام به ۵ سال حبس محکوم شده‌اند. تاکنون اعضای چندین گروه متال دیگر نیز در ایران بازداشت شده، مورد بازجویی قرار گرفته و بسیاری از آن‌ها حتی سلول انفرادی را هم تجربه کرده‌اند.